# Vídua reial
La vídua reial (Vidua regia) és un ocell de la família dels viduids (Viduidae).

## Hàbitat i distribució
Habita sabanes espinoses del sud d'Angola, nord i centre de Namíbia, sud-oest de Zàmbia, Botswana, Zimbabwe, sud de Moçambic i nord de Sud-àfrica.